# Juventus Football Club 2003-2004
Questa voce raccoglie le informazioni riguardanti la Juventus Football Club nelle competizioni ufficiali della stagione 2003-2004.

## Stagione

Pavel Nedvěd, sesto juventino insignito del Pallone d'oro a fine 2003

Il 31 luglio 2003 la società patì la perdita del presidente Vittorio Caissotti di Chiusano, in carica nei precedenti quattordici anni; gli subentrò Franzo Grande Stevens, già vicepresidente della FIAT. La stagione iniziò con la vittoria in Supercoppa italiana ai danni del Milan, "vendicando" la sconfitta europea del maggio precedente.
I bianconeri furono protagonisti di un avvio convincente: già a settembre guidavano la classifica della Serie A e del girone di UEFA Champions League; in campionato riuscirono anche a ottenere il primato solitario tra la nona e la decima giornata. Tra la fine di novembre e l'inizio di dicembre, tuttavia, la squadra accusò una flessione: il calo ebbe inizio in coincidenza della sconfitta contro l'Inter, la prima in campionato dopo 16 turni. Seguirono altri due knockout, in coppa e contro la Lazio.
Nella settimana seguente, la Juventus reagì: colse una vittoria da record in Europa, rifilando un 7-0 all'Olympiacos, mentre in campionato sconfisse il Parma con un altrettanto netto 4-0. L'anno solare terminò con la vittoria del Pallone d'oro da parte di Pavel Nedvěd; il centrocampista ceco presentò il trofeo ai tifosi bianconeri in occasione della gara al Delle Alpi con il Perugia, decisa proprio da una sua rete. Dopo 17 giornate, ovvero al completamento del girone di andata, i torinesi occupavano il secondo posto a 3 punti dalla Roma. Due domeniche più tardi vi fu l'aggancio, ma il 4-0 subìto all'Olimpico rispedì indietro gli uomini di Lippi.
Negli ottavi di Champions, furono battuti dal Deportivo La Coruña, che nel turno seguente avrebbe poi eliminato i detentori del Milan. Gli stessi rossoneri vinsero per 3-1 a Torino il 14 marzo, spegnendo le residue speranze dei piemontesi in chiave scudetto. Soltanto tre giorni più tardi, arrivò un'altra sconfitta: la Lazio si impose, per 2-0, nella finale di andata della Coppa Italia. Il 3-2 incassato dall'Inter il 4 aprile segnò un altro primato negativo, in quanto era dal campionato 1992-1993 che i bianconeri non venivano sconfitti in entrambi i derby d'Italia.
Il calo proseguì nelle giornate finali, compresa una clamorosa sconfitta casalinga contro il Lecce, e con l'ambiente scosso inoltre dalla querelle inerente al contratto di Lippi, sicuro di non rinnovare al termine dell'annata. Il tecnico viareggino lasciò infatti la Signora con la finale nella coppa nazionale e il terzo posto in campionato, a 13 punti dal Milan scudettato. Il 27 maggio 2004, la stagione si chiuse con un nuovo lutto in seno al club: all'età di 69 anni, scomparve anche il patron Umberto Agnelli.

## Divise e sponsor

Il neoacquisto Fabrizio Miccoli con la prima divisa: qui nella versione di coppa, sponsorizzata Tamoil, e che pertanto non mostra il logo Nike per via delle frizioni tra gli Stati Uniti e la Libia di Gheddafi.

Dopo un triennio con Lotto, in questa stagione debuttò Nike come fornitore tecnico della squadra; gli sponsor ufficiali furono Fastweb in campionato e Tamoil nelle coppe.
Proprio la possibile convivenza sulle maglie tra l'azienda di abbigliamento statunitense e la compagnia petrolifera libica – alla luce delle sanzioni economiche che il governo statunitense, dal 1986, imponeva a propri cittadini e società trovati a collaborare, anche solo informalmente, con l'allora regime di Muʿammar Gheddafi –, portò a oscurare lo Swoosh sui kit juventini approntati per le coppe, usando lo Scudetto a mo' di toppa.

Nedvěd in azione nella trasferta di Genova con la seconda divisa, che rispolvera il rosanero delle origini.

La prima divisa, composta da una maglia bianconera con strisce sottili e colletto bianco, come pure pantaloncini e calzettoni, era contraddistinta da ampi inserti a tinta unita bianca che interrompevano la palatura in coincidenza di maniche e basso busto, e vide la sua maggiore novità nell'introduzione del colore giallo per nomi e numerazione: una scelta, quest'ultima, destinata a divenire una costante grafica per quasi tutte le uniformi juventine del decennio a seguire.
Con la seconda divisa si riportò in auge l'abbinamento rosanero degli albori del club, mentre per la terza divisa si optò per un completo scuro.
| Casa | Trasferta | Terza divisa | 1ª portiere | 2ª portiere | 3ª portiere | 4ª portiere |

## Rosa

Il neoacquisto Nicola Legrottaglie (a sinistra): la sua prima esperienza juventina sarà breve e al di sotto delle aspettative.

| N. |                      | Ruolo | Calciatore                      |
| -- | -------------------- | ----- | ------------------------------- |
| 1  | Italia (bandiera)    | P     | Gianluigi Buffon                |
| 2  | Italia (bandiera)    | D     | Ciro Ferrara                    |
| 3  | Italia (bandiera)    | C     | Alessio Tacchinardi             |
| 4  | Uruguay (bandiera)   | D     | Paolo Montero                   |
| 5  | Croazia (bandiera)   | D     | Igor Tudor                      |
| 6  | Italia (bandiera)    | D     | Salvatore Fresi                 |
| 7  | Italia (bandiera)    | D     | Gianluca Pessotto               |
| 8  | Italia (bandiera)    | C     | Antonio Conte                   |
| 9  | Italia (bandiera)    | A     | Fabrizio Miccoli                |
| 10 | Italia (bandiera)    | A     | Alessandro Del Piero (capitano) |
| 11 | Rep. Ceca (bandiera) | C     | Pavel Nedvěd                    |
| 12 | Italia (bandiera)    | P     | Antonio Chimenti                |
| 13 | Italia (bandiera)    | D     | Mark Iuliano                    |
| 14 | Italia (bandiera)    | C     | Enzo Maresca                    |
| 15 | Italia (bandiera)    | D     | Alessandro Birindelli           |
| 16 | Italia (bandiera)    | C     | Mauro Camoranesi                |

| N. |                        | Ruolo | Calciatore          |
| -- | ---------------------- | ----- | ------------------- |
| 17 | Francia (bandiera)     | A     | David Trezeguet     |
| 18 | Ghana (bandiera)       | C     | Stephen Appiah      |
| 19 | Italia (bandiera)      | D     | Gianluca Zambrotta  |
| 20 | Italia (bandiera)      | A     | Marco Di Vaio       |
| 21 | Francia (bandiera)     | D     | Lilian Thuram       |
| 22 | Italia (bandiera)      | P     | Antonio Mirante     |
| 23 | Italia (bandiera)      | D     | Nicola Legrottaglie |
| 24 | Uruguay (bandiera)     | C     | Rubén Olivera       |
| 25 | Uruguay (bandiera)     | A     | Marcelo Zalayeta    |
| 26 | Paesi Bassi (bandiera) | C     | Edgar Davids        |
| 27 | Italia (bandiera)      | C     | Davide Baiocco      |
| 32 | Russia (bandiera)      | A     | Viktor Budjanskij   |
| 37 | Svizzera (bandiera)    | A     | Davide Chiumiento   |
| 41 | Nigeria (bandiera)     | A     | Benjamin Onwuachi   |
| 42 | Italia (bandiera)      | D     | Giovanni Bartolucci |
| 45 | Italia (bandiera)      | A     | Raffaele Palladino  |

## Risultati

### Serie A

#### Girone di andata
| Arbitro: | Pellegrino (Barcellona Pozzo di Gotto) |

|                                                          |           |               |
| Del Piero 16’, 51’ Trezeguet 61’, 74’ Di Vaio 85’ (rig.) | Marcatori | 88’ Di Natale |

| Arbitro: | Trefoloni (Siena) |

|                   |           |                                |
| D'Anna 21’ (rig.) | Marcatori | 26’ Legrottaglie 49’ Trezeguet |

| Arbitro: | Pellegrino (Barcellona Pozzo di Gotto) |

|                  |           |                      |
| Di Vaio 21’, 35’ | Marcatori | 25’ Chivu 87’ Zebina |

| Arbitro: | Racalbuto (Gallarate) |

|  |           |                        |
|  | Marcatori | 13’ Di Vaio 49’ Nedvěd |

| Arbitro: | Paparesta (Bari) |

|                                  |           |                    |
| Iuliano 23’ Trezeguet 80’ (rig.) | Marcatori | 26’ (rig.) Signori |

| Arbitro: | Pellegrino (Barcellona Pozzo di Gotto) |

|                      |           |                                |
| Viali 57’ Ganz 90+1’ | Marcatori | 29’, 49’ Miccoli 44’ Zambrotta |

| Arbitro: | Paparesta (Bari) |

|                         |           |  |
| Nedvěd 6’ Trezeguet 45’ | Marcatori |  |

| Arbitro: | Racalbuto (Gallarate) |

|              |           |             |
| Tomasson 65’ | Marcatori | 84’ Di Vaio |

| Arbitro: | Pieri (Lucca) |

|                                              |           |                        |
| Di Vaio 79’, 88’ Miccoli 85’ Trezeguet 90+5’ | Marcatori | 66’ (rig.) Jankulovski |

| Arbitro: | Gabriele (Frosinone) |

|  |           |                          |
|  | Marcatori | 42’ Trezeguet 50’ Nedvěd |

| Arbitro: | Trefoloni (Siena) |

|             |           |                           |
| Montero 90’ | Marcatori | 12’, 68’ Cruz 77’ Martins |

| Arbitro: | Bolognino (Milano) |

|                         |           |  |
| Corradi 21’ Fiore 45+3’ | Marcatori |  |

| Arbitro: | Paparesta (Bari) |

|                                           |           |  |
| Miccoli 10’, 32’ Del Piero 71’ Nedvěd 72’ | Marcatori |  |

| Arbitro: | Pellegrino (Barcellona Pozzo di Gotto) |

|           |           |               |
| Konan 24’ | Marcatori | 87’ Trezeguet |

| Arbitro: | Racalbuto (Gallarate) |

|            |           |  |
| Nedvěd 29’ | Marcatori |  |

| Arbitro: | Trefoloni (Siena) |

|            |           |                          |
| Flachi 56’ | Marcatori | 24’ Camoranesi 74’ Conte |

| Arbitro: | Bolognino (Milano) |

|                                                     |           |                         |
| Del Piero 15’ (rig.), 59’ (rig.), 64’ Trezeguet 37’ | Marcatori | 71’ (rig.), 80’ Ventola |

#### Girone di ritorno
| Arbitro: | De Santis (Tivoli) |

|                      |           |                         |
| Rocchi 21’, 55’, 62’ | Marcatori | 30’, 50’, 75’ Trezeguet |

| Arbitro: | De Santis (Tivoli) |

|                |           |  |
| Camoranesi 10’ | Marcatori |  |

| Arbitro: | Collina (Viareggio) |

|                                               |           |  |
| Dacourt 13’ Totti 53’ (rig.) Cassano 70’, 85’ | Marcatori |  |

| Arbitro: | Bertini (Arezzo) |

|             |           |  |
| Maresca 51’ | Marcatori |  |

| Arbitro: | Paparesta (Bari) |

|  |           |             |
|  | Marcatori | 56’ Iuliano |

| Arbitro: | Dondarini (Finale Emilia) |

|                                           |           |  |
| Camoranesi 7’ Miccoli 41’ Del Piero 45+1’ | Marcatori |  |

| Arbitro: | Bertini (Arezzo) |

|                         |           |                                           |
| Mauri 3’ Caracciolo 39’ | Marcatori | 53’ (rig.) Miccoli 55’ Di Vaio 75’ Nedvěd |

| Arbitro: | Collina (Viareggio) |

|             |           |                               |
| Ferrara 81’ | Marcatori | 25’ Ševčenko 63’, 75’ Seedorf |

| Udine 20 marzo 2004, ore 18:00 CET 26ª giornata | Udinese       | 0 – 0 referto | Juventus | Stadio Friuli (24 993 spett.)\| Arbitro: \| Pieri (Lucca) \| |
| Arbitro:                                        | Pieri (Lucca) |               |          |                                                              |

| Arbitro: | Pellegrino (Barcellona Pozzo di Gotto) |

|                                |           |               |
| Maresca 57’ Trezeguet 64’, 84’ | Marcatori | 67’ Marazzina |

| Arbitro: | Collina (Viareggio) |

|                                           |           |                                   |
| Martins 6’ Vieri 45’ (rig.) Stanković 47’ | Marcatori | 25’ (aut.) González 90+3’ Di Vaio |

| Arbitro: | Bertini (Arezzo) |

|               |           |  |
| Trezeguet 88’ | Marcatori |  |

| Arbitro: | Trefoloni (Siena) |

|                           |           |                         |
| Carbone 35’ Gilardino 81’ | Marcatori | 78’ Di Vaio 90+2’ Tudor |

| Arbitro: | Paparesta (Bari) |

|                                        |           |                                               |
| Trezeguet 3’ Maresca 56’ Del Piero 79’ | Marcatori | 23’ Franceschini 30’, 44’ Konan 52’ Chevantón |

| Arbitro: | Pieri (Lucca) |

|               |           |  |
| Ravanelli 49’ | Marcatori |  |

| Arbitro: | Morganti (Ascoli Piceno) |

|                             |           |  |
| Legrottaglie 37’ Appiah 44’ | Marcatori |  |

| Arbitro: | Preschern (Mestre) |

|         |           |                                   |
| Flo 38’ | Marcatori | 32’ Tudor 41’ Miccoli 60’ Di Vaio |

### UEFA Champions League

#### Fase a gironi
| Arbitro: | Ivanov |

|                   |           |                 |
| Del Piero 5’, 73’ | Marcatori | 19’ Hakan Şükür |

| Arbitro: | Poulat |

|               |           |                 |
| Stoltidīs 11’ | Marcatori | 21’, 79’ Nedvěd |

| Arbitro: | Poll |

|                                     |           |                               |
| Trezeguet 3’, 63’ Di Vaio 7’, 45+1’ | Marcatori | 67’ (aut.) Tudor 80’ De Pedro |

| San Sebastián 5 novembre 2003, ore 20:45 CET 4ª giornata | Real Sociedad | 0 – 0 referto | Juventus | Estadio de Anoeta (ca 30 000 spett.)\| Arbitro: \| Bré \| |
| Arbitro:                                                 | Bré           |               |          |                                                           |

| Arbitro: | Nielsen |

|                        |           |  |
| Hakan Şükür 47’, 90+4’ | Marcatori |  |

| Arbitro: | Plautz |

|                                                                                   |           |  |
| Trezeguet 14’, 25’ Miccoli 19’ Maresca 28’ Di Vaio 62’ Del Piero 67’ Zalayeta 79’ | Marcatori |  |

#### Fase a eliminazione diretta
| Arbitro: | Veissière |

|           |           |  |
| Luque 37’ | Marcatori |  |

| Arbitro: | Micheľ |

|  |           |              |
|  | Marcatori | 12’ Pandiani |

### Coppa Italia

#### Fase finale
| Arbitro: | Ayroldi (Molfetta) |

|            |           |                           |
| Rubino 26’ | Marcatori | 73’ Zalayeta 83’ Onwuachi |

| Arbitro: | Bergonzi (Genova) |

|                              |           |                    |
| Del Piero 45’ Camoranesi 52’ | Marcatori | 54’ (rig.) Ventola |

| Arbitro: | Bertini (Arezzo) |

|                |           |                          |
| Manfredini 66’ | Marcatori | 45’ Zalayeta 89’ Di Vaio |

| Arbitro: | Cassarà (Palermo) |

|             |           |  |
| Miccoli 40’ | Marcatori |  |

| Arbitro: | Bertini (Arezzo) |

|                 |           |                 |
| Di Vaio 7’, 70’ | Marcatori | 3’, 33’ Adriano |

| Arbitro: | Pellegrino (Barcellona Pozzo di Gotto) |

|                                        |                      |                                               |
| Adriano 7’ Adani 90+5’                 | Marcatori            | 40’ Tudor 78’ Del Piero                       |
| Farinós Adriano Stanković Helveg Vieri | Tiri di rigore 4 – 5 | Del Piero Maresca Nedvěd Legrottaglie Miccoli |

| Arbitro: | Collina (Viareggio) |

|                |           |  |
| Fiore 59’, 80’ | Marcatori |  |

| Arbitro: | Paparesta (Bari) |

|                             |           |                       |
| Trezeguet 20’ Del Piero 46’ | Marcatori | 69’ Corradi 83’ Fiore |

### Supercoppa Italiana
| Arbitro: | Collina (Viareggio) |

|                                                 |                      |                              |
| Trezeguet 105+3’                                | Marcatori            | 105+2’ (rig.) Pirlo          |
| Di Vaio Trezeguet Birindelli Camoranesi Ferrara | Tiri di rigore 5 – 3 | Pirlo Serginho Brocchi Nesta |

## Statistiche

### Statistiche di squadra
Statistiche aggiornate al 16 maggio 2004.
| Competizione          | Punti | In casa | In casa | In casa | In casa | In casa | In casa | In trasferta | In trasferta | In trasferta | In trasferta | In trasferta | In trasferta | Totale | Totale | Totale | Totale | Totale | Totale | DR  |
| Competizione          | Punti | G       | V       | N       | P       | Gf      | Gs      | G            | V            | N            | P            | Gf           | Gs           | G      | V      | N      | P      | Gf     | Gs     | DR  |
| --------------------- | ----- | ------- | ------- | ------- | ------- | ------- | ------- | ------------ | ------------ | ------------ | ------------ | ------------ | ------------ | ------ | ------ | ------ | ------ | ------ | ------ | --- |
| Serie A               | 69    | 17      | 13      | 1       | 3       | 40      | 18      | 17           | 8            | 5            | 4            | 27           | 24           | 34     | 21     | 6      | 7      | 67     | 42     | +25 |
| Coppa Italia          | -     | 4       | 2       | 2       | 0       | 7       | 5       | 4            | 2            | 1            | 1            | 6            | 6            | 8      | 4      | 3      | 1      | 13     | 11     | +2  |
| UEFA Champions League | -     | 4       | 3       | 0       | 1       | 13      | 4       | 4            | 1            | 1            | 2            | 2            | 4            | 8      | 4      | 1      | 3      | 15     | 8      | +7  |
| Supercoppa italiana   | -     | -       | -       | -       | -       | -       | -       | -            | -            | -            | -            | -            | -            | 1      | 0      | 1      | 0      | 1      | 1      | 0   |
| Totale                | -     | 25      | 18      | 3       | 4       | 60      | 27      | 25           | 11           | 7            | 7            | 35           | 34           | 51     | 29     | 11     | 11     | 96     | 62     | +34 |

### Statistiche dei giocatori
| Giocatore       | Serie A  | Serie A | Serie A     | Serie A    | Coppa Italia | Coppa Italia | Coppa Italia | Coppa Italia | UEFA Champions League | UEFA Champions League | UEFA Champions League | UEFA Champions League | Supercoppa italiana | Supercoppa italiana | Supercoppa italiana | Supercoppa italiana | Totale   | Totale | Totale      | Totale     |
| Giocatore       | Presenze | Reti    | Ammonizioni | Espulsioni | Presenze     | Reti         | Ammonizioni  | Espulsioni   | Presenze              | Reti                  | Ammonizioni           | Espulsioni            | Presenze            | Reti                | Ammonizioni         | Espulsioni          | Presenze | Reti   | Ammonizioni | Espulsioni |
| --------------- | -------- | ------- | ----------- | ---------- | ------------ | ------------ | ------------ | ------------ | --------------------- | --------------------- | --------------------- | --------------------- | ------------------- | ------------------- | ------------------- | ------------------- | -------- | ------ | ----------- | ---------- |
| G. Buffon       | 32       | -41     | 1           | 0          | 0            | 0            | 0            | 0            | 6                     | -6                    | 0                     | 0                     | 1                   | -1                  | 0                   | 0                   | 39       | -48    | 1           | 0          |
| C. Ferrara      | 17       | 1       | 2           | 1          | 4            | 0            | 2            | 0            | 4                     | 0                     | 2                     | 0                     | 1                   | 0                   | 0                   | 0                   | 26       | 1      | 6           | 1          |
| A. Tacchinardi  | 24       | 0       | 4           | 0          | 3            | 0            | 1            | 0            | 6                     | 0                     | 2                     | 0                     | 1                   | 0                   | 1                   | 0                   | 34       | 0      | 8           | 0          |
| P. Montero      | 19       | 1       | 2           | 2          | 1            | 0            | 0            | 0            | 6                     | 0                     | 1                     | 0                     | -                   | -                   | -                   | -                   | 26       | 1      | 3           | 2          |
| I. Tudor        | 15       | 2       | 1           | 0          | 6            | 1            | 0            | 1            | 5                     | 0                     | 1                     | 0                     | -                   | -                   | -                   | -                   | 26       | 3      | 2           | 1          |
| S. Fresi        | -        | -       | -           | -          | 1            | 0            | 0            | 0            | -                     | -                     | -                     | -                     | -                   | -                   | -                   | -                   | 1        | 0      | 0           | 0          |
| G. Pessotto     | 18       | 0       | 0           | 0          | 8            | 0            | 0            | 0            | 5                     | 0                     | 0                     | 0                     | 0                   | 0                   | 0                   | 0                   | 31       | 0      | 0           | 0          |
| A. Conte        | 16       | 1       | 4           | 0          | 4            | 0            | 0            | 0            | 4                     | 0                     | 3                     | 0                     | 0                   | 0                   | 0                   | 0                   | 24       | 1      | 7           | 0          |
| F. Miccoli      | 25       | 8       | 1           | 0          | 6            | 1            | 0            | 0            | 6                     | 1                     | 1                     | 0                     | 1                   | 0                   | 0                   | 0                   | 38       | 10     | 2           | 0          |
| A. Del Piero    | 22       | 8       | 3           | 0          | 4            | 3            | 1            | 0            | 4                     | 3                     | 0                     | 0                     | 1                   | 0                   | 0                   | 0                   | 31       | 14     | 4           | 0          |
| P. Nedvěd       | 30       | 6       | 5           | 0          | 4            | 0            | 1            | 0            | 6                     | 2                     | 0                     | 0                     | 1                   | 0                   | 0                   | 0                   | 41       | 8      | 6           | 0          |
| A. Chimenti     | 2        | -1      | 0           | 0          | 8            | -11          | 1            | 0            | 2                     | -2                    | 0                     | 0                     | 0                   | 0                   | 0                   | 0                   | 12       | -14    | 1           | 0          |
| M. Iuliano      | 18       | 2       | 1           | 1          | 3            | 0            | 0            | 0            | 4                     | 0                     | 1                     | 0                     | 1                   | 0                   | 0                   | 0                   | 26       | 2      | 2           | 1          |
| E. Maresca      | 20       | 3       | 0           | 0          | 7            | 0            | 0            | 0            | 2                     | 1                     | 1                     | 0                     | -                   | -                   | -                   | -                   | 29       | 4      | 1           | 0          |
| A. Birindelli   | 19       | 0       | 3           | 0          | 3            | 0            | 1            | 0            | 5                     | 0                     | 0                     | 0                     | 1                   | 0                   | 0                   | 0                   | 28       | 0      | 4           | 0          |
| M. Camoranesi   | 26       | 3       | 3           | 0          | 5            | 1            | 0            | 0            | 4                     | 0                     | 0                     | 0                     | 1                   | 0                   | 0                   | 0                   | 36       | 4      | 3           | 0          |
| D. Trezeguet    | 25       | 16      | 1           | 0          | 3            | 1            | 0            | 0            | 5                     | 4                     | 0                     | 0                     | 1                   | 1                   | 0                   | 0                   | 34       | 22     | 1           | 0          |
| S. Appiah       | 30       | 1       | 3           | 0          | 8            | 0            | 1            | 0            | 7                     | 0                     | 0                     | 0                     | 1                   | 0                   | 0                   | 0                   | 46       | 1      | 4           | 0          |
| G. Zambrotta    | 30       | 1       | 3           | 0          | 6            | 0            | 1            | 0            | 5                     | 0                     | 0                     | 0                     | 1                   | 0                   | 0                   | 0                   | 42       | 1      | 4           | 0          |
| M. Di Vaio      | 29       | 11      | 0           | 0          | 7            | 3            | 0            | 0            | 7                     | 3                     | 1                     | 0                     | 1                   | 0                   | 0                   | 0                   | 44       | 17     | 1           | 0          |
| L. Thuram       | 23       | 0       | 0           | 0          | 4            | 0            | 0            | 0            | 5                     | 0                     | 0                     | 0                     | -                   | -                   | -                   | -                   | 32       | 0      | 0           | 0          |
| A. Mirante      | 0        | 0       | 0           | 0          | 0            | 0            | 0            | 0            | -                     | -                     | -                     | -                     | -                   | -                   | -                   | -                   | 0        | 0      | 0           | 0          |
| N. Legrottaglie | 21       | 2       | 1           | 0          | 6            | 0            | 0            | 0            | 3                     | 0                     | 0                     | 0                     | 1                   | 0                   | 0                   | 0                   | 31       | 2      | 1           | 0          |
| R. Olivera      | 0        | 0       | 0           | 0          | 1            | 0            | 0            | 0            | 0                     | 0                     | 0                     | 0                     | -                   | -                   | -                   | -                   | 1        | 0      | 0           | 0          |
| M. Zalayeta     | 2        | 0       | 0           | 0          | 4            | 2            | 0            | 0            | 3                     | 1                     | 1                     | 0                     | -                   | -                   | -                   | -                   | 9        | 3      | 1           | 0          |
| E. Davids       | 5        | 0       | 2           | 0          | 2            | 0            | 0            | 0            | 5                     | 0                     | 3                     | 0                     | 0                   | 0                   | 0                   | 0                   | 12       | 0      | 5           | 0          |
| D. Baiocco      | -        | -       | -           | -          | -            | -            | -            | -            | -                     | -                     | -                     | -                     | -                   | -                   | -                   | -                   | -        | -      | -           | -          |
| V. Budjanskij   | 2        | 0       | 0           | 0          | 0            | 0            | 0            | 0            | 0                     | 0                     | 0                     | 0                     | -                   | -                   | -                   | -                   | 2        | 0      | 0           | 0          |
| D. Chiumiento   | 1        | 0       | 0           | 0          | 0            | 0            | 0            | 0            | 1                     | 0                     | 0                     | 0                     | -                   | -                   | -                   | -                   | 2        | 0      | 0           | 0          |
| B. Onwuachi     | -        | -       | -           | -          | 1            | 1            | 0            | 0            | -                     | -                     | -                     | -                     | -                   | -                   | -                   | -                   | 1        | 1      | 0           | 0          |
| G. Bartolucci   | 0        | 0       | 0           | 0          | 1            | 0            | 0            | 0            | -                     | -                     | -                     | -                     | -                   | -                   | -                   | -                   | 1        | 0      | 0           | 0          |
| R. Palladino    | 0        | 0       | 0           | 0          | 1            | 0            | 0            | 0            | 0                     | 0                     | 0                     | 0                     | -                   | -                   | -                   | -                   | 1        | 0      | 0           | 0          |

## Giovanili

La squadra Primavera juventina vincitrice per la seconda volta in Coppa Italia e per la quarta al "Viareggio"

### Organigramma
- Primavera[55]
  - Allenatore: Vincenzo Chiarenza
  - Preparatore dei portieri: Michelangelo Rampulla
  - Preparatore atletico: Luca Trucchi
  - Accompagnatori: Pierluigi Baldi, Luciano Cerutti
  - Addetto arbitro: Maurizio Ternavasio
  - Medico: Bartolomeo Goitre
  - Massaggiatore: Luigi Pochettino

- Berretti[56]
  - Allenatore: Maurizio Schincaglia

### Piazzamenti
- Primavera:
  - Campionato: semifinale[57]
  - Coppa Italia: vincitore[58]
  - Torneo di Viareggio: vincitore[59]

- Berretti:
  - Campionato: vincitore[56]